# HP-34C

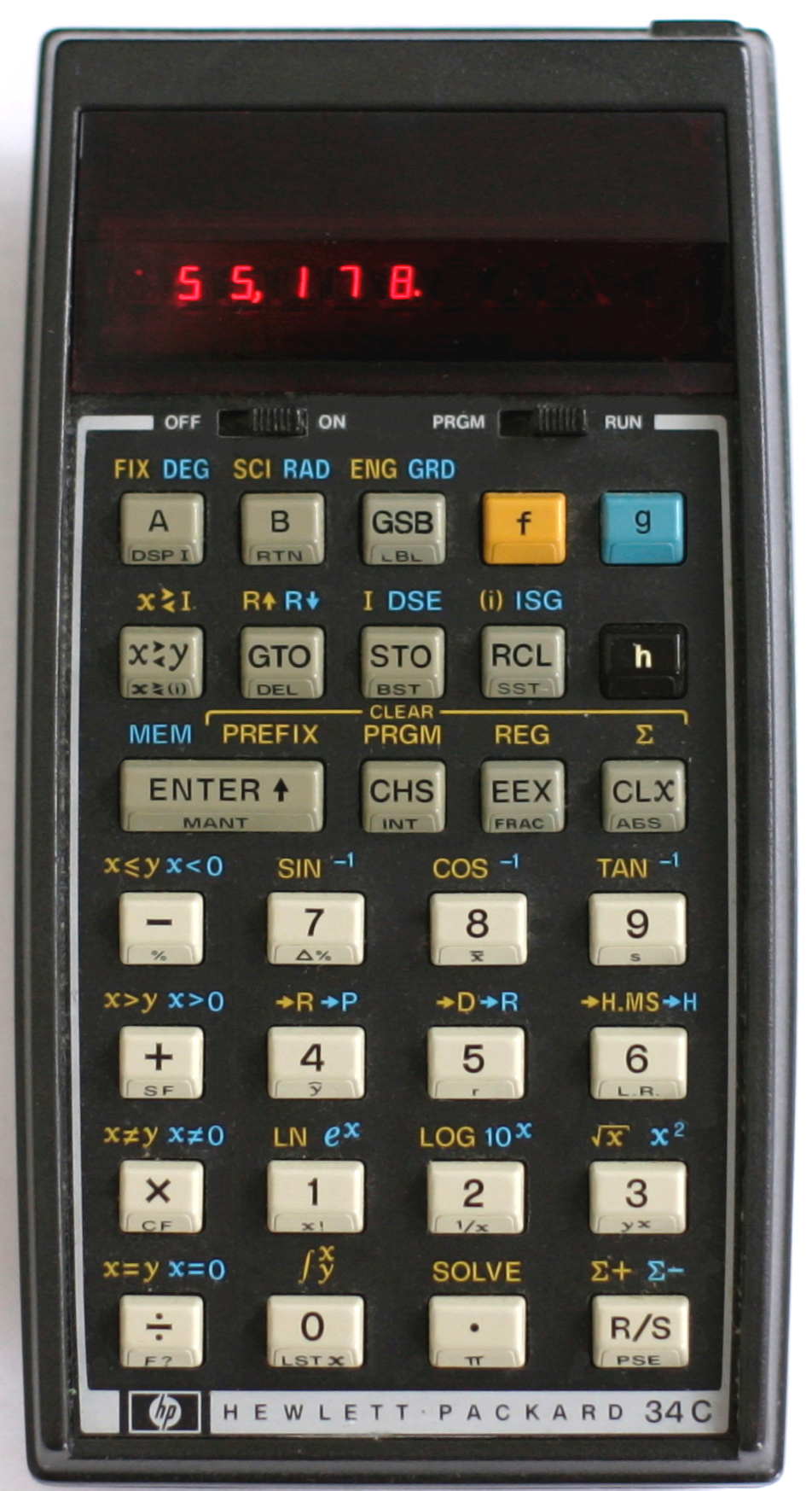
HP-34C Calculator

HP-34Cは、Continuous memory（電源をOFFしても電池で保持できるメモリー）を搭載した高度なプログラマブル関数電卓であった。1979年から1983年まで製造された。
当初の販売価格は US$150 であったが、1983年には US$100 になった。

## 特徴

### 求根と積分
HP-34C にとって重要なことは、積分と求根の機能であった（ポケット電卓で最初）。積分と求根はプログラムとして数式をユーザーに入力してもらうことによって動作する。複数の根は、最初に1つの根を見つけて、(1 - 根の値) によって方程式を分割する技術を使って求根される。このようにして最初に見つけた根から離れて方程式の解法を実行する。複数の根のためのこの技術は「減次」（deflation）として言及されている。ユーザーはその精度を改善するためにストレージ・レジスタから根の値を通常はプログラムによって呼び出す。

### プログラミング
レジスタをプログラムメモリへ変換する方法によって、最大210プログラムステップをこの電卓で利用できる 。プログラミングは、電卓のプログラマーに実用的な機能を提供する間接ジャンプ命令のようなものを特徴としている。
HP-34C はアプリケーションマニュアルが同梱されている。そのマニュアルには2つのゲーム（Moon Rocket Lander と Nimb）が含まれている。このことによって、この電卓は今までに発明された最初のポケット型ゲームコンピューターの1つであろうとされている。ゲームの勝者は、calculator spelling を使って発表された。その際、表示をひっくり返して BLISS あるいは I'LOSE (55178 あるいは 3507,1) が表示された（訳注：BLISS と I'LOSE を反時計回りに180度回転して表示している）。ブラックジャックのゲームは、いくつかのレジスタをプログラムの行に変換することによって容易にプログラム可能であった。

## 系統
この電卓は1982年にHP-15Cによって取って代わられた。
HP-41C（1979年発売。HP-34C に遅れておよそ1ヶ月後に発売された）は、HP-34C の代替機だったと言われているが、それらは実際に価格が異なり（HP-34C は HP-41C の 50% の価格）、機能と性能も異なっていた（HP-41C は HP で最初に LCD を搭載したモジュールの拡張可能な電卓であり、標準機能として HP-34C のガンマ関数だけでなく求根と積分の機能を欠いていた）。この価格差は、経済的に制約のある人々が手頃な価格でハイエンドのHPプログラマブル関数電卓（HP-34C）を購入することを可能にした。そういうことで、それらはかなりの年月の間、並べて売られていた。

## 設計
HP-34C を含んだ初期の HP-30シリーズ（31E/32E/33E/33C/34C/37E/38E/38C）は、独特の構造であった。
通常のプリント基板を使用せず、その代りとして厚い金属板の裏に発泡ゴムを貼り付けたものをフレキシブル基板で表裏を覆ってメイン基板とした。チップはハンダ付けされておらず、チップはケースによって金属板の裏のフレキシブル基板に押さえつけられるという構造であった。つまり、発泡ゴムの弾力とケースの圧力でチップは固定されていた。これによって組立が容易になり、金属板のおかげでキーボードの剛性も向上した。
しかし、この構造は信頼性に問題があった。そのため、HP-30シリーズの再設計が行われ、通常のプリント基板を使用するようになった。チップはプリント基板にはんだ付けされるようになり、金属板がなくなったので重量も軽くなった。